# SUPER GT Danmark
SUPER GT Danmarkは、デンマークを中心に行われるレースシリーズ。2015年発足。
2020年現在は、デンマークの石油小売企業である「OK」が冠スポンサーを務めており、正式名称も「OK OKTAN 100 SUPER GT」となっている。

## 概要
形式的にはツーリングカーレースのシリーズであるが、実際にレースに使われる車は独自のパイプフレームシャシーに3.5L 自然吸気エンジン（約330馬力）を搭載したものでストックカーに近い。車重も920kgと軽量である。タイヤは横浜ゴムのワンメイク。
サポートレースとしてフォーミュラ4（F4）のデンマークシリーズ（en:F4 Danish Championship）なども開催される。
名称が類似する、日本のSUPER GTとの関係はない。